# Olgania
Olgania là một chi nhện trong họ Micropholcommatidae.